# Campeonato Mundial de Cubo Mágico de 2003
O Campeonato Mundial de Cubo Mágico de 2003 foi o segundo Campeonato Mundial da modalidade. O campeonato ocorreu nos dias 23 e 24 de Agosto de 2003, no Ontario Science Center da cidade de Toronto, Canadá, e foi dividido em 13  modalidades.
| Event            | Nome             | Nacionalidade  | Melhor "tempo" | Status | Média   | Status | Detalhes                      |
| ---------------- | ---------------- | -------------- | -------------- | ------ | ------- | ------ | ----------------------------- |
| Rubik's Cube     | Dan Knights      | USA            | 18.76          | None   | 20.00   | WR     | 21.13/19.93/18.95/22.07/18.76 |
| 4x4 Cube         | Masayuki Akimoto | Japan          | 1:27.06        | None   | 1:36.98 | None   | 1:43.40/1:27.06/1:40.49       |
| 5x5 Cube         | Masayuki Akimoto | Japan          | 2:46.96        | AsR    | 2:50.45 | WR     | 2:56.76/2:47.62/2:46.96       |
| 3x3 Blindfolded  | Dror Vomberg     | Israel         | 3:56.00        | WR     | N/A     | N/A    |                               |
| 3x3 One-Handed   | Chris Hardwick   | USA            | 44.98          | WR     | N/A     | N/A    | 44.98/1:00.45                 |
| 3x3 Fewest Moves | Mirek Goljan     | Czech Republic | 29             | WR     | N/A     | N/A    |                               |
| Megaminx         | Grant Tregay     | USA            | 2:12.82        | WR     | N/A     | N/A    |                               |
| Pyraminx         | Andy Bellenir    | USA            | 14.09          | WR     | N/A     | N/A    |                               |
| Square-1         | Lars Vandenbergh | Belgium        | 41.80          | WR     | N/A     | N/A    |                               |
| Rubik's Clock    | Jaap Scherphuis  | Netherlands    | 38.97          | WR     | N/A     | N/A    |                               |
| Rubik's Magic    | Jaap Scherphuis  | Netherlands    | 3.06           | WR     | N/A     | N/A    | 5.34/3.19/3.06                |
| Master Magic     | Jaap Scherphuis  | Netherlands    | 8.22           | WR     | N/A     | N/A    | 9.91/13.92/8.22               |
| 4x4 Blindfolded  | Dror Vomberg     | Israel         | 22:35.00       | WR     | N/A     | N/A    |                               |

WR = Recorde Mundial
AsR = Recorde Asiático